# Danny DeVito

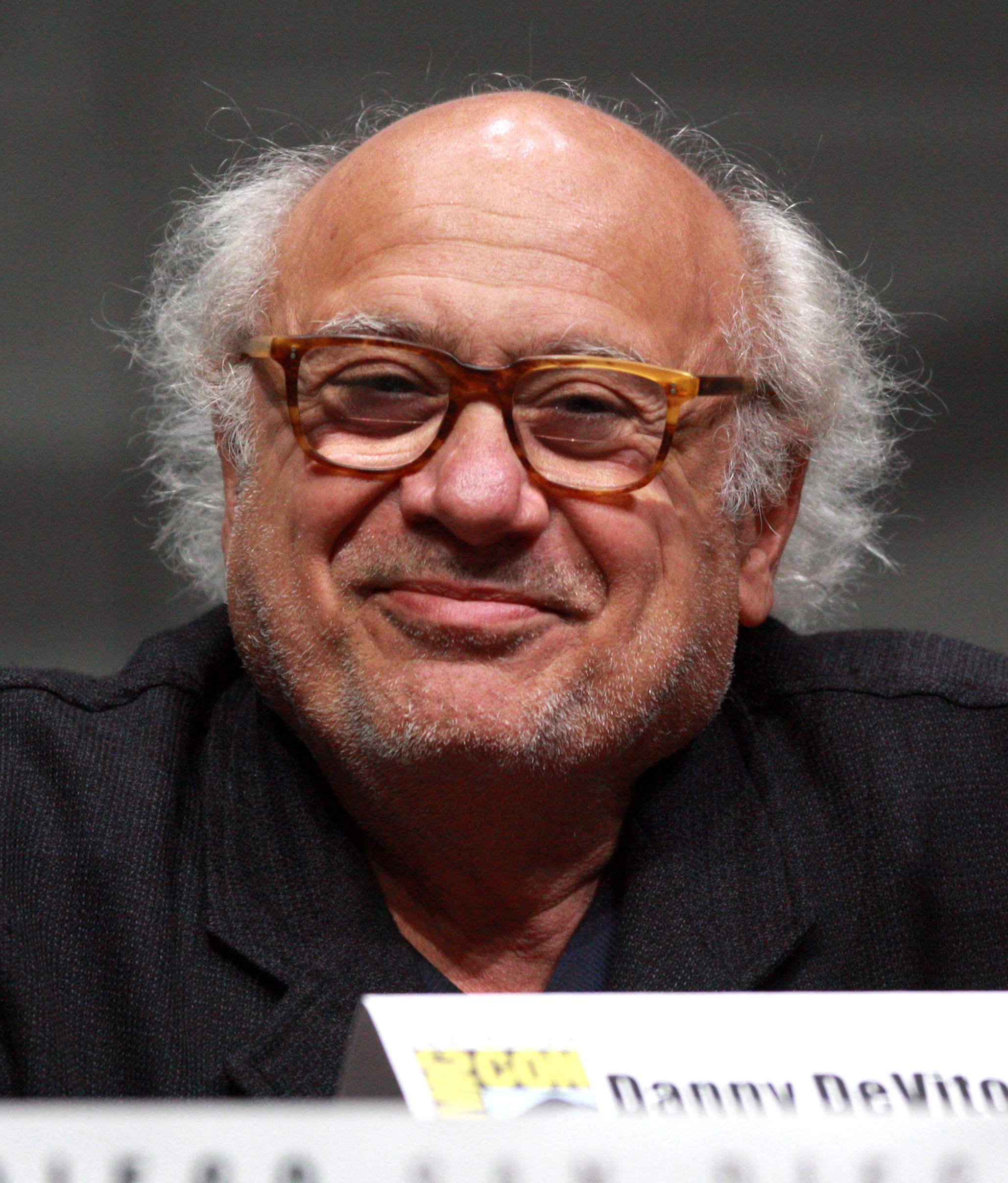
DeVito, 2013

Daniel Michael "Danny" DeVito, Jr. (n. 17 noiembrie 1944, Neptune Township⁠(d), New Jersey, SUA) este un actor, umorist, regizor și producător american de film, apreciat pentru rolurile sale din comedii.
A început să câștige faimă odată cu interpretarea rolului unui dispecer de taxi, Louie De Palma, în serialul TV Taxi (1978-1983), care i-a adus un Glob de Aur și premiul Emmy. DeVito este o mare stea a cinematografiei americane, un actor foarte cunoscut pentru rolurile sale din Oameni de tinichea, Arunc-o pe mama din tren, Zbor deasupra unui cuib de cuci, Noroc criminal, Omul din Lună, Cuvinte de alint, Idilă pentru o piatră prețioasă, Gemenii, Batman se întoarce, Banii altora, Un mafiot la Hollywood sau L.A. Confidential și pentru rolurile sale ca actor de voce din Meciul Secolului, Hercule sau Lorax. Protectorul pădurii.

## Filmografie
- Zbor deasupra unui cuib de cuci (1975) - ca Martini
- Spre Sud (1978) - ca Hog
- Cuvinte de alint (1983)  -  ca Vernon Dahlart
- Băieți deștepți (1986) - ca Harry Valentini
- Oameni de tinichea (1987) - ca Ernest Tilley
- Profu' de engleză (1994) - ca Bill Rago
- Gemenii (1988) - ca  Vincent Benedict
- Batman se întoarce (1992) - ca Pinguinul / Oswald Cobblepot
- Atacul marțienilor! (1996) - cartofor nepoliticos
- L.A. Confidential (1997) - narator/Sid Hudgens
- Omul care aduce ploaia (1997)
- Jaf armat (2001) - ca Mickey Bergman
- Crăciun cu scântei (2006) - ca Buddy Hall
- The Lorax (2012) - Lorax
- The Survivor (2021)

## Premii și nominalizări
| An        | Lucrare nominalizată              | Premiu | Rezultat     |
| --------- | --------------------------------- | --- | ------------ |
| 1978-1983 | Taxi                              | Pentru actor în rol secundar: Premiul Emmy: 1981; Premiul Globul de Aur: 1980 (împărțit cu Vic Tayback - serialul Alice); Nominalizări la Emmy: 1979, 1982, 1983; Nominalizări la Globurile de Aur: 1979, 1981, 1982 | N/A          |
| 1981      | Going Ape!                        | Zmeura de Aur pentru cel mai prost actor | Nominalizare |
| 1986      | Ruthless People                   | Premiul Globul de Aur pentru cel mai bun actor (muzical/comedie) | Nominalizare |
| 1987      | Throw Momma from the Train        | Premiul Globul de Aur pentru cel mai bun actor (muzical/comedie) | Nominalizare |
| 1989      | The War of the Roses              | Ursul de aur | Nominalizare |
| 1992      | Batman Returns                    | Premiul Saturn pentru cel mai bun actor într-un rol secundar | Nominalizare |
| 1992      | Batman Returns                    | MTV Movie Award for Best Villain | Nominalizare |
| 1992      | Batman Returns                    | Razzie Award for Worst Supporting Actor | Nominalizare |
| 1992      | Hoffa                             | Ursul de aur | Nominalizare |
| 1992      | Hoffa                             | Zmeura de Aur pentru cel mai prost regizor | Nominalizare |
| 1995      | Get Shorty                        | Screen Actors Guild Award for Outstanding Performance by a Cast in a Motion Picture | Nominalizare |
| 1996      | Matilda                           | Satellite Award for Best Supporting Actor - Motion Picture | Nominalizare |
| 1997      | The Rainmaker                     | Satellite Award for Best Supporting Actor - Motion Picture | Nominalizare |
| 1997      | L.A. Confidential                 | Screen Actors Guild Award for Outstanding Performance by a Cast in a Motion Picture | Nominalizare |
| 2000      | Erin Brockovich                   | Premiul Oscar pentru cel mai bun film | Nominalizare |
| 2000      | Erin Brockovich                   | Premiul BAFTA pentru cel mai bun film | Nominalizare |
| 2004      | Friends                           | Primetime Emmy Award for Outstanding Guest Actor in a Comedy Series | Nominalizare |
| 2006      | Deck the Halls                    | Zmeura de Aur pentru cel mai prost actor într-un rol secundar | Nominalizare |
| 2008      | It's Always Sunny in Philadelphia | Satellite Award for Best Actor – Television Series Musical or Comedy | Nominalizare |